# Haemogregarina gobionis
Haemogregarina gobionis is een soort in de taxonomische indeling van de Myzozoa, een stam van microscopische parasitaire dieren. Het organisme komt uit het geslacht Haemogregarina en behoort tot de familie Haemogregarinidae. Haemogregarina gobionis werd in 1923 ontdekt door Franchini & Saini.